# La Présidente (bande dessinée)
 (avril 2016).
La Présidente est une série de bande dessinée de politique-fiction scénarisée par François Durpaire et illustrée par Farid Boudjellal aux éditions Les Arènes. Elle anticipe le succès de Marine Le Pen à l'élection présidentielle française de 2017, son quinquennat et les deux ans de gouvernements de sa nièce, Marion Maréchal. Le premier tome, qui conte les 100 premiers jours de Marine Le Pen à l'Élysée, est sorti en 2015. Le tome suivant est sorti en 2016 avec le titre Totalitaire, et le troisième et dernier en 2017 sous le titre La Vague.

## Résumé

### Tome 1:La Présidente
Le dimanche 7 mai 2017, Marine Le Pen, bénéficiant d'une division de la droite républicaine, se retrouve au second tour de l'élection présidentielle française face à François Hollande. Elle est élue Présidente de la République avec 50,41 % des suffrages exprimés. Peu après son intronisation en qualité de cheffe de l'État, le 17 mai 2017, elle nomme Gérard Longuet Premier ministre. Un gouvernement resserré de seize membres (12 ministres, 4 secrétaires d'État) est formé.
Marine Le Pen met aussitôt en marche ses engagements présidentiels axés sur la sécurité et l'immigration : création d'une nouvelle garde nationale, refonte de la gendarmerie, arrestation et expulsions massives de migrants clandestins, suppression du droit du sol, et, surtout, développement de la surveillance numérique. Il s'agit d'établir, grâce à la police du Net et des portables, une fiche d'informations sur chaque Français. Sur le plan international, Marine Le Pen se rapproche de Donald Trump et de Vladimir Poutine, malgré la sortie de la France de l'OTAN.
Les élections législatives qui suivent voient le Front national devenir le premier parti de France en nombre de députés, talonné par Les Républicains (environ 190 députés pour chaque camp) ; les socialistes sont laminés. Le FN a notamment bénéficié d'une abstention record de 37,5 % des électeurs. La droite républicaine se scinde : une partie soutient mollement le Front national, une seconde partie ne le soutient pas. Florian Philippot est élu président de l'Assemblée nationale.
Marine Le Pen et son gouvernement lancent plus tard divers projets, notamment la préférence nationale pour accorder l'avantage aux Français en matière d'emplois, d'allocations chômage et de logements sociaux. Un référendum est organisé pour supprimer le Conseil constitutionnel. La reprise en main des médias et spécialement de TF1 et de France Télévisions, a lieu. L'Outre-mer (notamment la Nouvelle-Calédonie) se révolte.
La sortie de l'euro intervient. Le franc est remis en vigueur. Le franc est une monnaie faible, ce qui induit que les importations sont très chères. De graves conséquences économiques et financières plombent les entreprises françaises : leur dette, libellée en euros, explose ; les importations plombent l'économie. Florian Philippot est enlevé par un mystérieux groupe terroriste. On apprend qu'il s'agit d'un groupe néo-nazi qui trouve que Marine Le Pen n'est pas assez à droite et trahit la France. Des grèves éclatent ; l'impôt ne rentre plus ; le gouvernement est en proie à de graves difficultés sociales et politiques.
Le 17 décembre 2017, Jean-Marie Le Pen meurt à l'âge de 89 ans. La présidente lui organise des obsèques nationales en la Cathédrale Notre-Dame de Paris. Les dernières pages voient Marine Le Pen se demander ce qu'il faut faire, mise sous pression par son compagnon Louis Aliot (démissionner ? continuer les réformes ? dissoudre l'Assemblée nationale ?), et rester dans l'incertitude. 

### Tome 2:Totalitaire
Le pays est au bord du gouffre après six mois d'exercice du pouvoir. L'État d'urgence est déclaré. Cinq mois avant l'élection, les sondages donnent Marine Le Pen deuxième. Son principal opposant, Mohamed Labbes, président du parti Fraternité, la devance dans les sondages. Son parti, né sur les ruines du PS, rassemble une partie de la gauche et du centre droit. La France est isolée sur le plan diplomatique, théâtre de heurts intérieurs toujours plus violents. Le Président de l'Assemblée nationale Florian Philippot est toujours retenu en otage. 
Marine Le Pen se retrouve sous la pression du Bloc identitaire, et engage une politique encore plus sécuritaire. Au niveau économique, elle est contrainte de mener une politique d'austérité. L'État est de plus en plus totalitaire, et a de plus en plus recours à la surveillance électronique. La population est surveillée en permanence grâce à des webcams et à des zooms puissants. La dérive sécuritaire s'est aggravée après quatre ans de mandat. La déchéance de nationalité pour les binationaux a été votée, la peine de mort rétablie pour les terroristes, une journée du drapeau a été instituée, et l'interdiction du foulard et de la kippa dans les lieux publics décrétée. Les migrants non expulsables sont enfermés dans des centres de rétention robotisés. 
Lorsqu'il est révélé qu'un enfant de 13 ans a été accidentellement tué par un robot, la cote de popularité de Mohamed Labbes augmente. L'opposant est arrêté pour « intelligence avec une puissance étrangère en vue de commettre des actes d'agression contre la France », Manuel Valls lui succède. Le 2 mars 2022, un attentat a lieu à Lourdes, tuant des centaines de personnes. Marine Le Pen met en place des mesures punitives, qu'elle annonce lors d'une allocution télévisée : introduction de puces dans tous les téléphones portables des musulmans ayant eu affaire à la police pour établir une cartographie précise de l'islamisation du territoire, renforcement des contrôles aux frontières et couvre-feu dans toutes les villes de minuit à six heures du matin avec interruption de l'éclairage des rues et des monuments. Les systèmes de reconnaissance faciale sont étendus à tout l'espace public pour que n'importe quel individu puisse être identifié. Les demandeurs d'asile sont équipés d'un bracelet électronique. 
La rivalité entre la présidente et sa nièce grandit. Le 8 mai 2022, Marine Le Pen est réélue à la présidence de la République. Le surlendemain, l'un de ses collaborateurs se suicide en avouant être l'instigateur, par le biais des votes électroniques, d'une immense fraude électorale au profit de la présidente. Marion Maréchal saisit cette occasion pour contraindre sa tante à démissionner de la présidence. Le 12 mai, Marine Le Pen, prise au piège, démissionne. Marion Maréchal est, à son tour, élue présidente de la République le 5 juin suivant lors de l'élection présidentielle anticipée. Elle déclare souhaiter organiser un référendum électronique pour supprimer la fonction de Premier ministre. La devise « Liberté, Égalité, Fraternité » devient « Unité, Modernité, Sécurité ». La disparition de l'école est programmée au bénéfice d'un enseignement à domicile avec des cours en ligne.

### Tome 3:La Vague
En mai 2023, après un an de présidence de Marion Maréchal, la France est un État quasi-totalitaire. La police fiche les individus musulmans et étrangers, et les arrête pour une simple suspicion de terrorisme. Des appels à la révolte commencent à circuler par papier, les réseaux sociaux étant entièrement contrôlés par l'État. Pendant ce temps, la présidente est en voyage aux États-Unis dans la Silicon Valley, où elle rencontre le président américain Donald Trump, qui achève son deuxième mandat, le président russe Vladimir Poutine ainsi que la nouvelle chancelière allemande Frauke Petry. Le directeur d'Amazon présente aux dirigeants un « projet révolutionnaire », qui permettra de contrôler l'accès aux ouvrages, et de rendre obligatoire l'école à distance. Marion Maréchal compte utiliser les big data pour mieux contrôler ses adversaires. 
Alors que le chômage et l'inflation explosent, la présidente n'a d'autre choix que de rappeler sa tante. Elle nomme Marine Le Pen à la tête du gouvernement, et la charge de diriger la politique intérieure du pays. La nouvelle première ministre annonce alors des « mesures d'urgence ». Des manifestations éclatent le 4 juillet, alors que Marion Maréchal, sur le modèle du Jour de l'Indépendance, a  promulgué une loi obligeant les édifices publics à arborer le drapeau américain ce jour-là. En réaction à ces « actes d'hostilités », les États-Unis menacent de couper leurs financements qui permettent le fonctionnement des équipements électroniques qu'ils fournissent à la France. 
Marine Le Pen prend un nouveau virage autoritaire, en suspendant le droit de grève, et en supprimant tous les syndicats sauf Force Ouvrière. Les américains envoient des navires militaires en France pour aider les autorités à expulser les étrangers. La Première ministre passe un accord avec le gouvernement algérien, qui accepte de prendre 200.000 ressortissants par an en échange d'un effort de coopération économique. Le chef de la gendarmerie refuse d'obéir à Marine Le Pen, qui le prévient que son refus peut être assimilé à de la haute trahison. 
Quelques heures après le défilé du 14 juillet 2023, des scènes d'émeutes et de guerre civile éclatent à Paris, faisant 15 morts. Profitant de la situation chaotique, Marine Le Pen menace de quitter Matignon si la présidente ne démissionne pas, et de révéler au public ses accords passés secrètement avec l'Algérie et la Syrie, lui faisant risquer un procès pour haute trahison. Lors des Jeux olympiques d'été de 2024, les médias appellent les Français à « conspuer le gouvernement et la présidente », alors que de nombreux pays boycottent les jeux, que des sportifs n'ont pas voulu venir et que d'autres se sont vus refuser des visas de séjour. Ces JO sont alors, d'après les commentateurs à la télévision, les plus honteux depuis ceux de 1936.
Acculée, la présidente Marion Maréchal cède et démissionne de la présidence, le 15 août 2024. Marine Le Pen y voit une occasion de retour, et se porte à nouveau candidate à l'élection présidentielle anticipée, où elle fait face à Emmanuel Macron, qui s'est allié à Christiane Taubira. Le 5 septembre 2024, Emmanuel Macron est élu président avec 61,80 % des suffrages. Les Français célèbrent la fin de plus de sept ans chaotiques des Le Pen au pouvoir. Finalement, le 10 novembre 2024, une nouvelle constitution libérale entre en vigueur, fondant la VIe République française.

## Liste des tomes
1. La Présidente : maintenant vous ne pourrez plus dire que vous ne saviez pas, Paris, Éditions des Arènes / Demopolis, novembre 2015, 152 p. (ISBN 978-2-35204-462-8)
2. Totalitaire : il est encore temps d'éviter le pire, Paris, Éditions des Arènes / Demopolis, octobre 2016 (ISBN 978-2-35204-545-8)
3. La Vague : et si le cauchemar devenait réalité, Paris, Éditions des Arènes / Demopolis, mars 2017, 112 p. (ISBN 978-2-35204-588-5)